# Entre-deux (basket-ball)
Pour les articles homonymes, voir Entre deux.

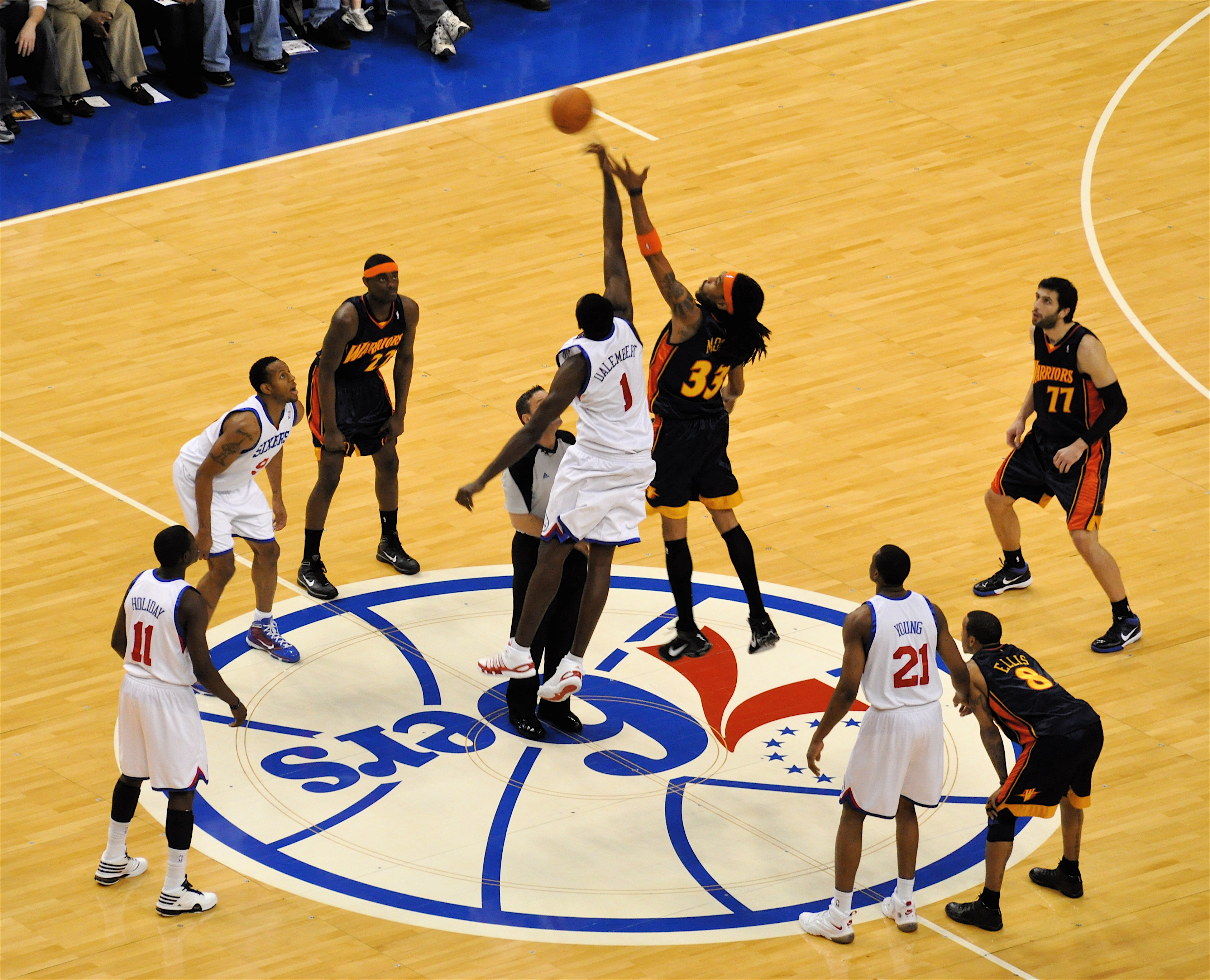
Entre-deux lors d'un match Sixers-Warriors.

L'entre-deux (jump ball en anglais) est une procédure pour engager la partie au basket-ball. Deux joueurs adverses tentent d'obtenir la possession du ballon après qu'il a été lancé en l'air entre eux par l'arbitre. 

## Principe
Un entre-deux a lieu au début du match, ainsi qu'au début de chaque prolongation et dans certaines situations particulières : lorsqu'un ballon est tenu, c'est-à-dire lorsque deux joueurs tiennent simultanément le ballon ; lorsqu'un ballon est sorti des limites du terrain et que les arbitres sont dans le doute ou en désaccord sur le dernier joueur qui a touché le ballon dans ce cas là on utilise la flèche qui se trouve à la table .
Jusqu'en 1937, un entre-deux était joué après un panier marqué,.

## Procédure
L'entre-deux oppose deux joueurs adverses. L'arbitre lance le ballon verticalement entre les deux adversaires, dans le rond central. Les deux joueurs doivent avoir les pieds dans la moitié du cercle central la plus proche de son propre panier. Le ballon doit être frappé avec une ou deux mains par l'un ou les deux sauteurs après qu'il a atteint son point culminant. Aucun sauteur ne peut attraper ou frapper plus de deux fois le ballon avant que celui-ci n'ait touché un des non-sauteurs ou le sol. Si le ballon n'est pas frappé par au moins l'un des deux sauteurs, l'entre-deux doit être recommencé.